# Martín de Roa
El padre Martín de Roa (en latín, Martinus de Roa Cordubensis) (Córdoba, circa 1560-Montilla, 1637) fue un anticuario y teólogo jesuita español.

## Biografía
Tras obtener el grado de bachiller en el colegio de la Compañía de Jesús en Córdoba estudió Artes en la Universidad de Osuna, licenciándose en 1577, y en 1578 se incorporó a la Compañía de Jesús. Fue rector de los colegios de la Compañía de Córdoba, Écija, Jerez de la Frontera, Málaga y Sevilla.

## Obras
Martín de Roa escribió obras sobre la historia de varias ciudades andaluzas, entre los más destacados mencionar:
- "Santos Honorio, Eutichio, Esteban, Patronos de Jerez de la Frontera. Nombre, sitio, antigüedad de la ciudad" (1617).
- "Málaga. Su fundación, su antigüedad eclesiástica y seglar" (1622).
- "Écija. Sus santos, su antigüedad eclesiástica y seglar".
- "Historia de la Compañía de Jesús de la Provincia de Andalucía".
- "Monasterio antiguo de San Cristóbal en Córdoba".